# Yousef Al-Dokhi
Yousef Al-Dokhi (Kuwait; 2 de agosto de 1973) es un exfutbolista kuwaití que jugaba en la posición de defensa.

## Carrera

### Club
Jugó toda su carrera con el Kazma SC de 1989 a 2001, con el que fue dos veces campeón nacional, ganó cinco copas nacionales y la Copa de Clubes Campeones del Golfo de 1997.

### Selección nacional
Jugó para Kuwait en cinco ocasiones de 1992 a 1998 sin anotar goles, participó en los Juegos Olímpicos de Barcelona 1992, los Juegos Asiáticos de 1994 y la Copa Asiática 1996.

## Logros
- Liga Premier de Kuwait: 2

1994, 1996
- Copa del Emir de Kuwait: 4

1990, 1995, 1997, 1998
- Copa de la Corona de Kuwait: 1

1995
- Copa de Clubes Campeones del Golfo: 1

1997